# Макол (Ајдахо)
Макол (енгл. McCall) град је у америчкој савезној држави Ајдахо.

## Демографија
По попису из 2010. године број становника је 2.991, што је 907 (43,5%) становника више него 2000. године.
| Група             | 2000.         | 2010.         |
| Белци             | 2.001 (96,0%) | 2.729 (91,2%) |
| Афроамериканци    | 1 (0,0%)      | 2 (0,1%)      |
| Азијати           | 3 (0,1%)      | 15 (0,5%)     |
| Хиспаноамериканци | 54 (2,6%)     | 206 (6,9%)    |
| Укупно            | 2.084         | 2.991         |